# 藤田清
藤田 清（ふじた きよし、1892年（明治25年）12月?日 - 1965年（昭和40年）7月28日）は、茨城県真壁郡新治村（協和村、協和町を経て、現在の筑西市）出身の軍人、新治村での地域の指導者及び考古学者である。考古学者としては在野の研究者であったが新治郡衙跡、新治廃寺の研究・発掘調査で重要な役割を果たした。

## 生涯

### 誕生から陸軍入隊
藤田の家は真壁郡新治村の古郡に在り、村で5指に数えられる大地主であった。藤田は茨城県立水戸農学校（現在の茨城県立水戸農業高等学校の前身）卒業後、1912年（大正元年）に宇都宮騎兵第18聯隊に一年志願兵として入営し、1914年（大正3年）12月には陸軍騎兵少尉に任官している。しかし、任官後まもなく除隊した。

### 陸軍除隊後の地域の指導者としての活動
陸軍除隊後、藤田は地元に戻って直ぐの1917年（大正6年）4月には帝国在郷軍人会新治村分会長に就任し、以後、地域の指導者として活動している。在郷軍人会新治村分会長は1919年（大正8年）３月まで務め、1926年（大正15年）3月には2度目の就任をした。
38歳の1931年（昭和6年）には新治青年団の副団長と文芸部長になった。この年は新治青年団が陣容を一新し『新治青年団報』の発行など積極的な活動を始めた年であり、藤田は副団長という役ではあったが、実質的なリーダーとして皆を率いた。新治青年団は「団報」の発行の他、弁論大会や運動競技会を盛んに開催し、また数日かけて県内外を自転車で巡る自転車旅行の企画などユニークな活動を行ったが、それにはリーダーの藤田の影響が大きかったと捉えられている。
1933年（昭和8年）3月、藤田は団長に就任する。しかし5月18日に突如辞表を提出し、慰留されたが翻意せず団長を辞任し、以後青年団活動からは離れた。当時、藤田は地域の農村振興の為に農会改革と産業組合運動に奮闘していたが、その活動が藤田と村の指導者層との間に軋轢を引き起こしている。結局、藤田は挫折し、このことが青年団活動の辞意に至った原因と推測されている。この辞意に至る経緯には良くも悪くも「理想主義者」との評価がされていた藤田の、地域の為に理想の実現に尽くし、敗れた姿が見て取れる。

### 考古学者として

#### 戦前：新治郡衙跡・新治廃寺跡の発掘調査
藤田家のある古郡地区には古い遺跡があり、1921年（大正10年）に当地を訪れた黒板勝美、柴田常恵はその遺跡が新治郡衙跡であると指摘した。それを聞いた藤田は以後遺跡への関心を高め、1929年（昭和4年）3月には「新治郡家之阯」の顕彰碑を遺跡のある地に建てる事をした。その他、国有地であった遺跡の土地の民間への払い下げに反対したり、青年会（後の青年団）に郷土研究会を作るなど、郷土の歴史遺産の顕彰と保全に務めた。
更に広瀬半之助、小野武夫の関わりで、学会誌に遺跡に関する記事を寄稿することになり、1935年（昭和10年）6月の『社会経済史学』第5巻3号に『常陸の不動倉』と題した記事を載せた。藤田はこの記事で古群地区の遺跡が新治郡衙跡である可能性を世に知らしめた。
この記事が新治廃寺跡・新治郡衙跡の発掘調査のもう一人の主要人物である高井悌三郎を呼び寄せた。1934年（昭和9年）に京都帝国大学を卒業後すぐ、水戸に茨城県立水戸第二高等女学校、茨城県女子師範学校の教員として赴任した高井は
、この『常陸の不動倉』を読み、古郡遺跡に関心を持ち、古郡の藤田宅を訪れた。高井は藤田の案内で遺跡を巡り、藤田の遺跡の保存顕彰への思いに触れ、新治廃寺跡・新治郡衙跡の発掘を提案し、藤田もこれに賛同した。そして1939年1月28日（昭和14年）に新治廃寺跡の発掘調査が始まった。この調査に藤田は自らが中心となって結成した「新治郡上代遺跡研究会」の会員と共に協力をしている。
廃寺跡調査に続き1941年（昭和16年）10月5日から郡衙跡調査が始まった。この調査により新治郡衙の概要が明らかにされたが、これは日本の古代郡衙遺跡としては初めてのことであり、藤田はこの調査に対し、事前に建物の基礎地固め土の範囲を畑耕作者に聞き取り調査を行い推定したり、調査にも「新治郡上代遺跡研究会」の会員と共に協力するなど貢献している。
これら新治廃寺跡、新治郡衙跡発掘調査は高井の著による『常陸国新治郡上代遺跡の研究』で報告されているが、その書において高井は、これらの調査は藤田の理解と援助がなくてはなされなかったであろう、と述べている。
新治廃寺跡・新治郡衙跡発掘調査で得た資料は藤田が保管することになり、後に新治汲古館のコレクションの中核となった。

#### 戦後：「常総古文化研究会」の結成と活動
藤田は太平洋戦争終戦後公職追放となり農業を営んでいた。その藤田を筑波郡内中心に遺跡を調査していた筑波町（現在のつくば市）の中村盛吉（なかむら もりきち、1901年 - 1958年）が1948年（昭和23年）9月に訪れた。両名は直ぐに意気投合し、以後共に学究を行うようになった。当時、稲敷郡木原村（現在の美浦村）に居住していた清野謙次が主催する「霞ヶ浦文化同好会」に両名は加入しながら共に茨城県内の遺跡調査を行った。清野の茨城県外への転居により「霞ヶ浦化同好会」が解散になった後は他の有志と共に「常総古文化研究所」を結成し、ガリ版刷りの同人誌『古代常総文化』（後『常総古代文化』と改題）を1952年（昭和27年）2月に創刊し、両名はこの機関誌に論文を寄稿した。
また、高井が1956年（昭和31年）12月から1958年（昭和33年）4月にかけて行った西茨城郡岩瀬町（現在の桜川市）の堀ノ内古窯跡群の発掘調査において、藤田率いる常総古文化研究会は発掘作業の中核を担った。
1958年4月に中村盛吉が死去した。盟友を失った藤田は常総古文化研究会を事実上解散し、以後は収集した資料を地域・時代で区分し、スケッチに書き取るなどの整理作業を行うようになった。
1965年（昭和40年）7月28日、72歳で死去した。息子の藤田安通志は、「あとは頼む。」が、その2日前に父から託された言葉だったと述べている。

## 没後
生前、藤田は蒐集した資料を自宅敷地内で保管し、これらを地域の人の観賞に供するなどしていた。これらの資料をより一般に公開するための施設として、息子の安通志によって藤田家敷地内に大谷石造りの2階建ての蔵が1967年（昭和42年）に建造された。これが私設の博物館「新治汲古館」である。この博物館により、新治郡衙跡・新治廃寺跡資料を始めとした藤田の蒐集した資料は散逸することなく保存された。また安通志により、藤田と中村が『古代常総文化』（＝『常総古代文化』）の特輯として発行したガリ版印刷の『鬼怒川文化』『岩瀬盆地』『桜川文化』『小貝川文化』が活版印刷の遺稿集『常総古文化研究』として発刊され、両名の研究の記録が残されることになった。
藤田家と支援者によって運営が続けられていた新治汲古館であるが、2011年（平成23年）3月11日の東北地方太平洋沖地震によって建物の一部が壊れ運営が困難になってしまった。これにより、館内の藤田蒐集の考古学資料群に破損と散逸の危機が訪れた。この危機に対し資料救出の動きが起き、結果、館内の資料は一括して桜川市に移管されることになった。移管後開催された、桜川市の真壁伝承館歴史資料館の企画展「新治汲古館の継承～文化財レスキューの一事例」では、様々な人の手助けで散逸せず受け継がれた藤田清のコレクションとその業績が紹介された。

## 著作
- 「常陸の不動倉」藤田清著『社会経済史学』第5巻第3号（1935年6月）pp.116-117（第5巻通し頁数pp.388-389）
- 『常総古文化研究 故藤田清中村盛吉遺稿集』藤田清、中村盛吉/共著、藤田安通志/編 （1972年6月）※『鬼怒川文化』『岩瀬盆地』『桜川文化』『小貝川文化』収録